# Pseudocephaloziella
Pseudocephaloziella là một chi rêu trong họ Jungermanniaceae.